# Пайматюнінг Тауншип (округ Мерсер, Пенсільванія)
Пайматюнінг Тауншип (англ. Pymatuning Township) — селище (англ. township) в США, в окрузі Мерсер штату Пенсільванія. Населення — 3118 осіб (2020).

## Демографія
Згідно з переписом 2010 року, у селищі мешкала 3281 особа в 1339 домогосподарствах у складі 960 родин. Було 1438 помешкань
Расовий склад населення:
| - 97,0 % — білих - 0,9 % — чорних або афроамериканців - 0,4 % — азіатів - 0,1 % — корінних американців |

До двох чи більше рас належало 1,6 %. Частка іспаномовних становила 0,8 % від усіх жителів.
За віковим діапазоном населення розподілялося таким чином: 24,7 % — особи молодші 18 років, 60,8 % — особи у віці 18—64 років, 14,5 % — особи у віці 65 років та старші. Медіана віку мешканця становила 41,7 року. На 100 осіб жіночої статі у селищі припадало 93,6 чоловіків;  на 100 жінок у віці від 18 років та старших — 88,5 чоловіків також старших 18 років.
Середній дохід на одне домашнє господарство  становив 45 947 доларів США (медіана — 43 264), а середній дохід на одну сім'ю — 52 928 доларів (медіана — 55 938). За межею бідності перебувало 22,0 % осіб, у тому числі 46,7 % дітей у віці до 18 років та 5,1 % осіб у віці 65 років та старших.
Цивільне працевлаштоване населення становило 1370 осіб. Основні галузі зайнятості: освіта, охорона здоров'я та соціальна допомога — 26,7 %, виробництво — 18,9 %, роздрібна торгівля — 13,6 %, будівництво — 9,5 %.